# MTV Australia Video Music Awards 2005
Die ersten MTV Australia Video Music Awards wurden am 3. März 2005 im The Big Top, Sydney vergeben. Sie wurden auf MTV Australia ausgestrahlt. Die Veranstaltung hatte als Thema einen Zirkus und wurde von der Besetzung der Doku-Soap The Osbournes moderiert.
Gewinner des Abends waren The Black Eyed Peas und Green Day, die als einzigen Künstler zwei Awards bekamen. Die Nominierungsliste führten Gwen Stefani und Outkast mit je vier Nominierungen an.
Auftritte gab es von Green Day, die zwei ihrer Hitsongs vom Album American Idiot spielten. Daneben hatte Natalie Imbruglia mit ihrer neuen Single Shiver und Kelly Osbourne mit ihrer Single One Word Premiere. Carmen Electra trat mit einem Striptease auf.

## Gewinner und Nominierte
Die Gewinner sind in Fettschrift.

### Video of the Year
The Dissociatives – Somwehere Doen the Barrell
- Eminem – Just Lose It
- Gwen Stefani – What You Waiting For?
- Outkast – Roses

### Best Male
Shannon Noll
- Eminem
- Robbie Williams
- Usher

### Best Female
Delta Goodrem
- Missy Higgins
- Gwen Stefani
- Britney Spears

### Best Group
Green Day – American Idiot
- Powderfinger – Sunsets
- Outkast – Roses
- Jet – Cold Hard Bitch

### Best Breakthrough
Missy Higgins
- Maroon 5
- Franz Ferdinand
- Thirsty Merc

### Best Rock Video
Green Day – American Idiot
- Jet – Cold Hard Bitch
- Spiderbait – Black Betty
- U2 – Vertigo

### Best Pop Video
Guy Sebastian – Out with My Baby 
- Ashlee Simpson – Pieces of Me
- Delta Goodrem – Out of the Blue
- Gwen Stefani – What You Waiting For?

### Best Dance Video
Usher – Yeah!
- Britney Spears – Toxic
- Fatboy Slim – Slash Dot Dash
- Freestylers – Push Up

### Best R&B Video
The Black Eyed Peas – Hey Mama
- Beyoncé – Naughty Girl
- J-Wess – Luv Ya
- Outkast – Roses

### Sexiest Video
The Black Eyed Peas – Hey Mama
- Beyoncé – Naughty Girl
- Britney Spears – Toxic
- Robbie Williams – Radio

### Best Dressed Video
Gwen Stefani – What You Waiting For? 
- Delta Goodrem —Out of the Blue
- Kylie Minogue – Chocolate
- Outkast – Roses

### Pepsi Viewers Choice
- Delta Goodrem

### Supernova Award
- Evermore

### VH1 Music First Award
- Cher

### Free Your Mind Award
- AusAID

## Liveauftritte
- Simple Plan
- Kelly Osbourne
- Eskimo Joe
- Chingy
- Ja Rule
- Natalie Imbruglia
- Carmen Electra
- Bryan Adams/Shannon Noll
- Delta Goodrem/Brian McFadden
- Grinspoon
- Missy Higgins
- Xzibit
- Green Day
- The Dissociatives

## Präsentatoren
- Dannii Minogue
- Anna Nicole Smith
- David Campbell
- Zoe Sheridan
- Gretel Killeen
- Effie
- Shannon Watts
- Nitty
- Keith Urban
- Natalie Bassingthwaighte
- Kelly Slater